# Динамічна в'язкість
Динамічна в'язкість (коефіцієнт динамічної в'язкості) — кількісна характеристика величини в'язкості:
- Відношення поздовжнього дотичного напруження τа внутрішнього тертя при прямолінійному русі рідини до градієнта швидкості по нормалі до напряму руху.
- Коефіцієнт пропорційності в рівнянні Ньютона для в'язкого тертя.

Одиницею вимірювання в системі СГС є пуаз (П), в системі SI — паскаль-секунда (Па·с). 1 П= 1 (дина·с)/кв.см; 1 сП=1  МПа·с.

## Методи вимірювання
Для ламінарного потоку рідини — відношення напруги зсуву до градієнта швидкості, перпендикулярного до площини зсуву. Кількісно коефіцієнт динамічної в'язкості дорівнює силі F, яку треба прикласти до одиниці площі зсувної поверхні шару S, щоб підтримати в цьому шарі ламінарну течію із сталою одиничною швидкістю відносного зсуву. Величина (η) визначається виразом:
{\displaystyle \eta ={\frac {F}{S(dv/dx)}},}
де F— дотична сила, потрібна для переміщення шару рідини з поверхнею S зі швидкістю dv по відношенню до другого шару, що знаходиться на відстані dx. Одиницею в системі CGS є пуаз (П), у системі SI — паскаль-секунда(Па·с). П= дина·с см−2.

### Динамічна в'язкість моторних олив
Динамічну в'язкість моторних олив виміряють симулятором холодного обертання (ротаційний віскозиметр) — це віскозиметр спеціально розроблений для вимірювання в'язкості олив за низьких температур. Електдвигун за постійного обертового моменту приводить в рух ротор, число оборотів якого встановлюється відповідно до віскозиметричних якостей вимірюваної рідини. За допомогою градуювальної кривої (яку встановили за допомогою еталонних олив) вимірюється динамічна в'язкість в мПас. Тут відбувається розподіл на зимові класи в'язкості 0W, 5W, 10W, 15W, 20W, 25W. Чим менше число перед W, тим більш «рідкотекуче» мастило при холоді. В'язкість за низьких температур впливає, окрім іншого, на число обертів стартера.